# Pīr Shahīd
Pīr Shahīd (persiska: پیر شهید) är en ort i Iran.   Den ligger i provinsen Nordkhorasan, i den nordöstra delen av landet, 600 km öster om huvudstaden Teheran. Pīr Shahīd ligger 1 110 meter över havet och antalet invånare är 697.
Terrängen runt Pīr Shahīd är huvudsakligen platt, men västerut är den kuperad.Runt Pīr Shahīd är det ganska tätbefolkat, med 75 invånare per kvadratkilometer. Närmaste större samhälle är Shīrvān, 4,0 km norr om Pīr Shahīd. Trakten runt Pīr Shahīd består till största delen av jordbruksmark.